# Portahelicópteros

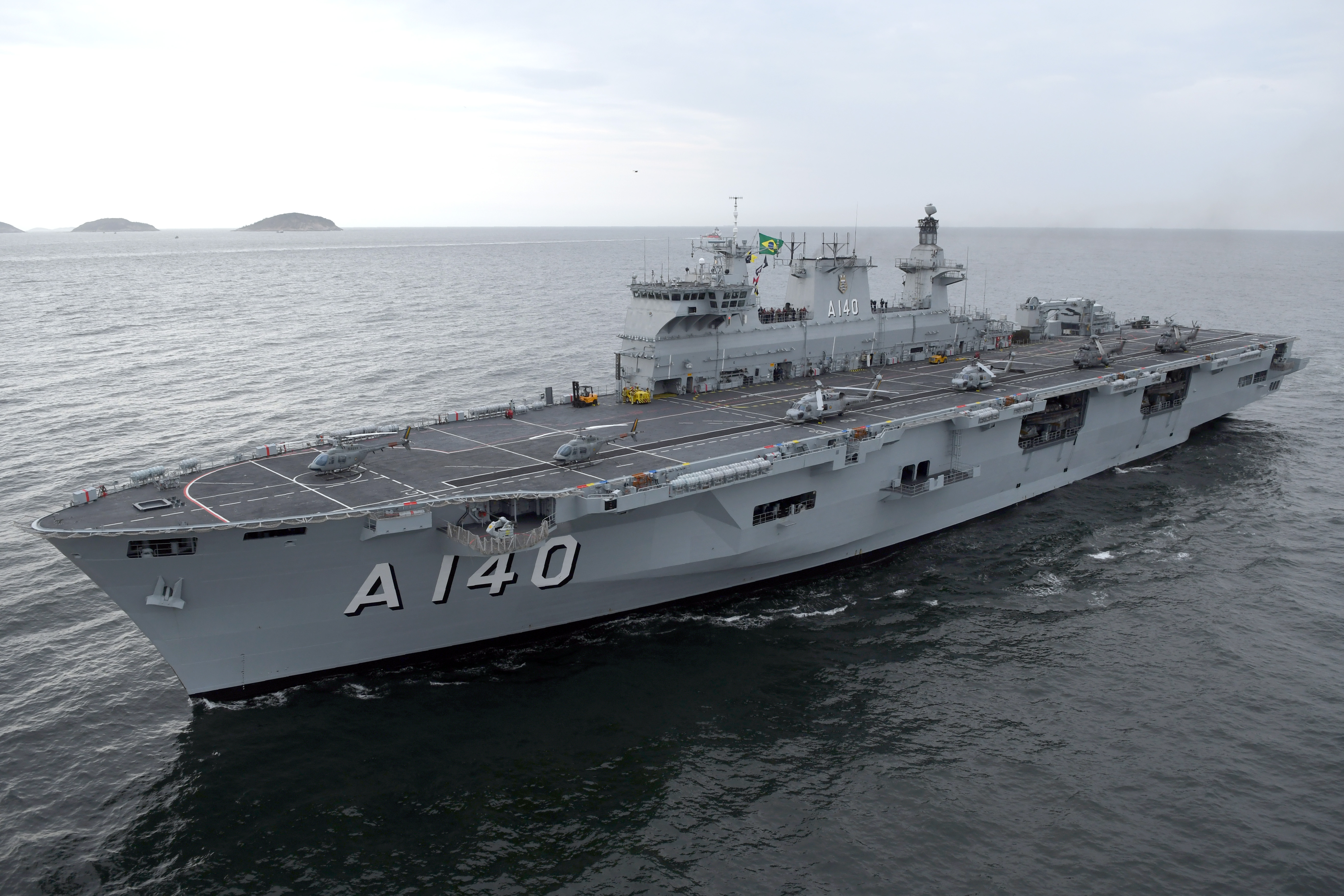
PHM Atlântico de la Marina de Brasil

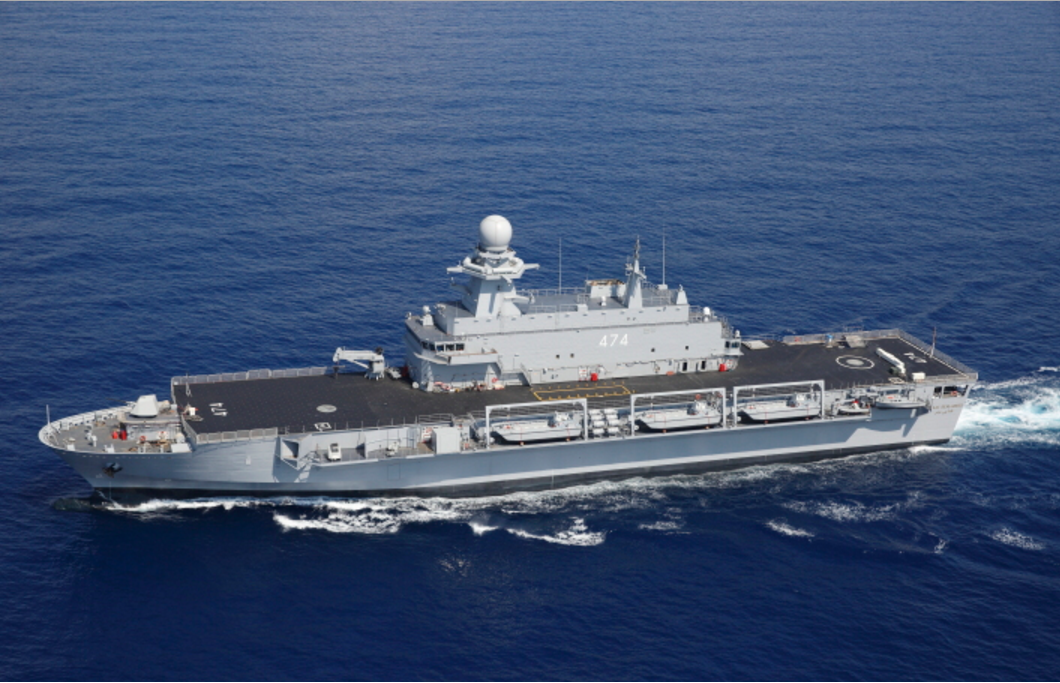
El Kalaat Beni-Abbes

Un portahelicópteros o porta-helicópteros es un buque militar destinado al transporte, despegue y aterrizaje de helicópteros. Han sido usados como buques de guerra antisubmarina y como buques de asalto anfibio. Se consideran portahelicópteros aquellos navíos que solo son capaces de aterrizar helicópteros y no disponen de los medios necesarios para aterrizar y despegar aviones de despegue convencional o CTOL. Los barcos que cuentan con un helipuerto, si bien pueden operar helicópteros no tienen la capacidad de operar una gran cantidad de ellos, ni de usarlos de forma táctica y por tanto no se les considera como tal.
En la actualidad los nuevos portahelicópteros son denominados como buques de asalto anfibio por su capacidad para operar aeronaves V/STOL, helicópteros, transportar personal de tropa o infantería y disponer de un dique inundable para unidades de desembarco y vehículos.

## Portahelicópteros
El avance tecnológico que supuso el helicóptero se encontró con la aparición en la Segunda Guerra Mundial de portaviones de escolta, que demostraron su utilidad en el Pacífico y en el Atlántico. La unión de ambos llevó a la aparición del portahelicópteros.
Con el portahelicópteros algunos países aprovecharon no solo para modernizar sus marinas, sino también para dotarse de capacidades a las que no podían acceder. Este ha sido el caso de Italia, España o Japón. Mediante los helicópteros se podían realizar misiones de guerra de superficie, dar apoyo de fuego a operaciones anfibias, transportar tropas y fuerzas especiales a las costas enemiga, multiplicar el poder antisubmarino, dotarse de buques para operaciones de rescate y ayuda en catástrofes, etc. La aparición del AV-8 Harrier supuso todavía un paso más en esta dirección. La incorporación del AV-8 a los portahelicópteros antisubmarinos de la OTAN era de esperar, debido a la necesidad de interceptar a los bombarderos soviéticos Tupolev Tu-95 Bear, armados con misiles tácticos especialmente diseñados para atacar grupos navales enemigos.

### Antisubmarinos
El uso del helicóptero como arma antisubmarina se da desde los primeros helicópteros. En 1944 la Guardia Costera de EE. UU. empleó helicópteros Sikorsky HNS-1 y HOS-1 para pruebas experimentales con el buque USCGC Cobb (WPG-181). Tras el final de la guerra la US Navy y la Royal Navy experimentaron con los helicópteros de primera generación. Durante los años 50 comenzó a difundirse la presencia de helicópteros en ambas armadas. El avance tecnológico permitió helicópteros más grandes, potentes y capaces, y ante la creciente amenaza submarina soviética se asignó al helicóptero a la lucha antisubmarina (ASW). El Sikorsky S-55, con sonar calable SQS-4 y un torpedo Mk43 fue adaptado y poco después fue reemplazado por el SH-34 y finalmente por el S-61 Sea King. A partir de 1955 surge la amenaza del submarino nuclear, cuya velocidad en inmersión era muy superior a la de los buques antisubmarinos de superficie y quedaba fuera del alcance de sus armas ASW. Por ello el helicóptero ASW embarcado se convirtió en un estándar en los buques occidentales, comenzando a surgir buques que contaban con varios de ellos, como elemento multiplicador de potencial antisubmarino.

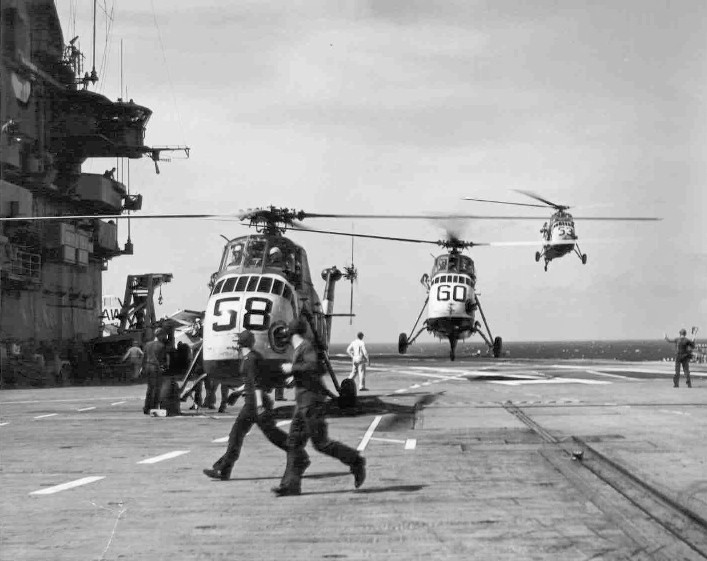
Helicópteros ASW Sikorsky SH-34J Seabat operando desde el USS Essex (CVS-9) en 1962.

Así en la década de los 60 hubo una explosión de diseño de cruceros antisubmarinos como fueron el Vittorio Venetto italiano o el Jeanne d'Arc francés. Esta moda de construcción de cruceros portahelicópteros buscaba potenciar la lucha antisubmarina. Se buscaba un buque que combinara la potencia de fuego de un crucero convencional, los últimos misiles antiaéreos y un buen número de helicópteros antisubmarinos para destruir a los submarinos más allá del alcance de los sensores y armas del buque.

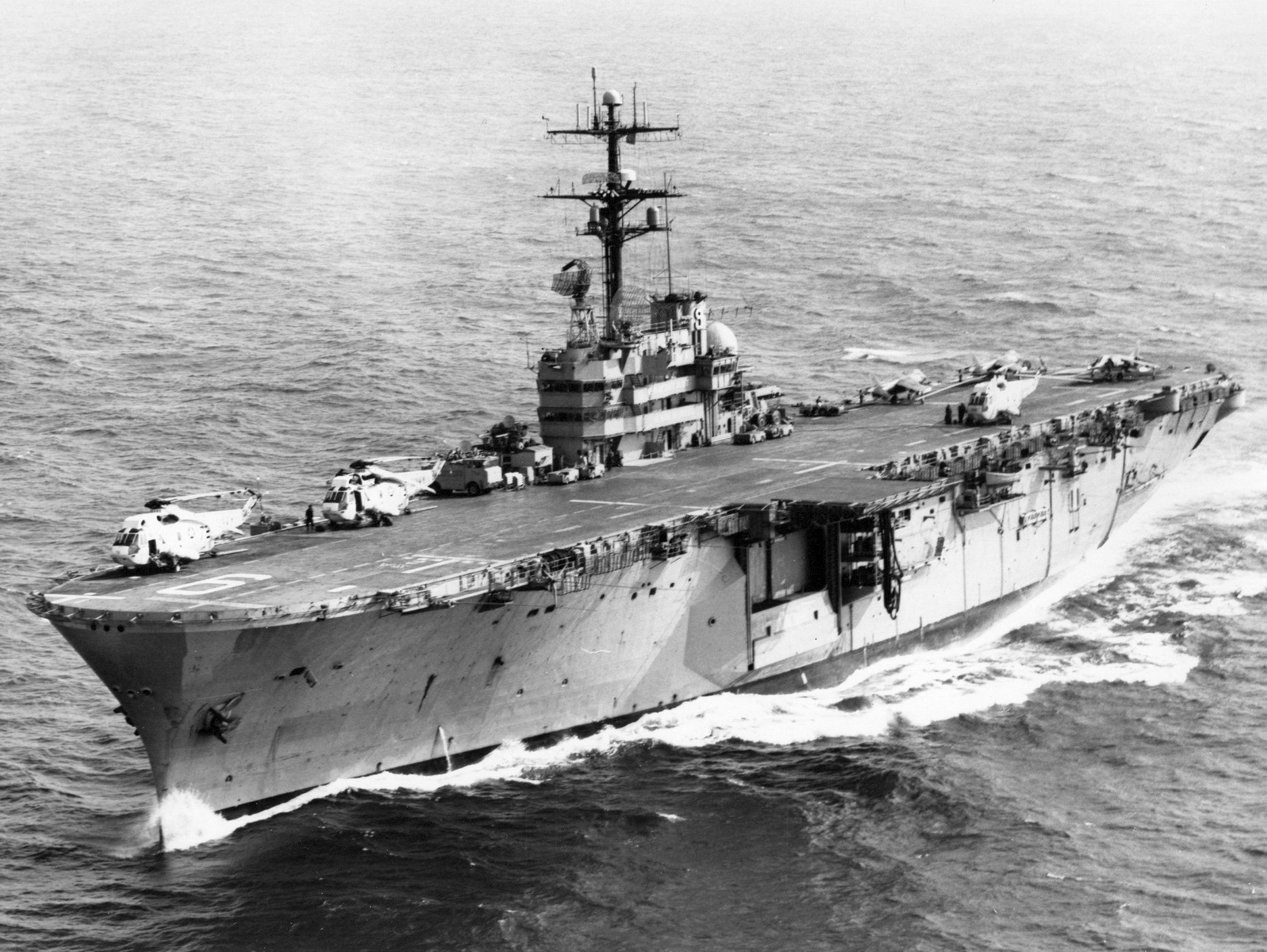
El USS Guam (LPH-9) realizando las pruebas del concepto Sea Control Ship en 1973.

La Royal Navy fue la primera en explorar el concepto. En 1959 incorporó dos cruceros portahelicópteros de la clase Tiger, reconversión de cruceros de la Segunda Guerra Mundial a portahelicópteros con 4 helicópteros ASW Wessex o Sea King. En 1964 Francia le siguió con el Jeanne D’Arc, que daba más prioridad a la capacidad aérea y podía embarcar hasta 8 helicópteros antisubmarinos WG 13 Lynx. Italia le siguió con la clase Andrea Doria, dos buques construidos, que podía embarcar cuatro helicópteros. Le siguió el Vittorio Veneto, más grande y podía embarcar hasta 9 helicópteros AB-212 antisubmarinos. EE. UU. encargó una clase Spruance modificada como diseño DDH (Destructor, helicóptero), que llevaría más helicópteros antisubmarinos pero finalmente abandonó el plan. También se trabajó en el diseño de un portahelicópteros antisubmarino que pudiera operar en el Atlántico Norte. De ese diseño nacería el Portaeronaves español Principe de Asturias. A finales de los años 60 España había comprado a EE. UU. un portaviones de escolta retirado, convirtiéndolo en el portahelicópteros Dedalo.

Buque Clase Moskva, fotografiado en 1990.

Japón se unió a la moda también, creando la clase Haruna a principios de 1970. Estos buques contaban con un gran hangar capaz de albergar hasta tres helicópteros ASW SH-3 Sea King o SH-60J. Le siguió la clase Shirane, un diseño mejorado de la clase Haruna.  
En 1967 la URSS incorporó en servicio su Proyecto 1123 Kondor, la clase Moskva de portahelicópteros. Como todo diseño soviético no era convencional, siendo un cruce entre crucero antisubmarino y portahelicópteros. Su misión era combatir la amenaza de los submarinos nucleares de la OTAN, operando junto a otras unidades que le proporcionasen defensa aérea y de superficie. Dos buques fueron construidos, el Moskva y el Leningrad, y su unidad aérea embarcada comprendía de 15 a 18 helicópteros antisubmarinos Kamov Ka-25 Hormone. Derivados directamente de la clase Moskva surgió el Proyecto 1143 Krechyet, más conocido como clase Kiev. Aunque la OTAN creía que serían versión agrandada de la clase Moskva, resultaron ser buques totalmente nuevos y de diseño tampoco nada convencional. Su cubierta de vuelo angulada permitía operar aviones VSTOL Yak 38, junto a un gran grupo de helicópteros antisubmarinos Kamov Ka-25 Hormone, por lo cual ya no eran puramente portahelicópteros.

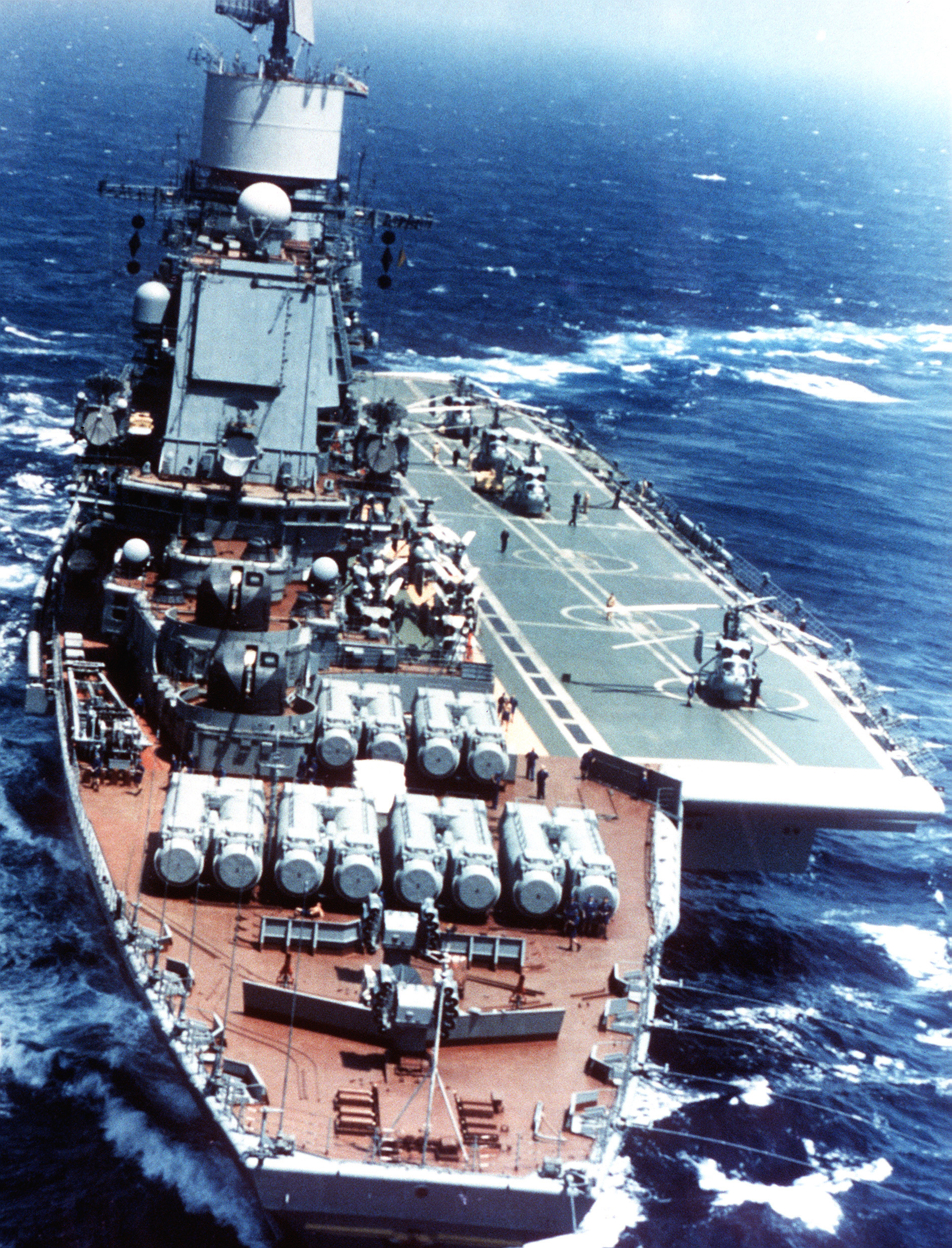
Clase Kiev

En Gran Bretaña la cancelación del portaviones CVA-01 en 1966 significó que se adoptaran los nuevos diseños de cruceros antisubmarinos. Se barajó un crucero de 12.500 toneladas similar a Vittorio Veneto italiano y otro de 17.500 toneladas y cubierta corrida. Finalmente ganó este último y nació la clase Invincible, con la idea en la mente de la Royal Navy de equiparlos con aviones Sea Harrier en cuanto los políticos lo aprobaran. Los clase Invincible eran buques de mando de grupos antisubmarinos que debían operar en el Atlántico Norte, además tenían un papel secundario como LPH en el refuerzo de flanco norte de la OTAN en Noruega. Australia e Irán mostraron interés en comprar buques clase Invincible, pero no cuajó.
La US Navy por aquellos años también exploraba el concepto del Sea Control Ship ideado por el almirante Zumwalt. Se pretendía equiparse con portaaviones ligeros especializados en misiones antisubmarinas que liberaran a los grandes grupos de portaaviones de la escolta de convoyes y lucha antisubmarina. Estos buques debían ser baratos pero eficientes. Para ensayar el concepto en 1974 el USS Guam constituyó la Sea Control Force (TG 27.2) junto a dos destructores, embarcando helicópteros SH-3A y aviones AV-8A Harrier. A pesar de lo prometedor de la idea los costes crecieron y la US Navy finalmente decidió apostar por los grandes portaviones y la flexibilidad de los portahelicópteros anfibios, pudiendo convertirse estos en antisubmarinos si fuera necesario.
Francia se planteó entre 1973 y 1980 incorporar hasta dos portahelicópteros de 18.000 toneladas, los PH-75. Hasta sopesó dotarlos con AV-8. Hubieran reemplazado al portaviones Arromanches. El proyecto fue abandonado en favor de portaviones convencionales.
La tendencia siguió y la Fuerza Marítima de Autodefensa de Japón se dotó de portahelicópteros antisubmarinos ya entrado el siglo XXI. La Clase Hyūga son dos  destructores portahelicópteros (DDH) de 20.000 toneladas, con una cubierta de vuelo totalmente despejada y un puente en la banda estribor desde el que se controlan las operaciones aéreas y el gobierno del buque. En tiempo de paz embarcan 3 SH-60 y un MH-101. Han sido diseñados para operar con operar con SH-60, MH-101, CH-47 Chinook, y se estima que pueden embarcar hasta 11 helicópteros antisubmarinos. Les ha seguido la clase Izumo, más grande y capaz de operar hasta 28 aeronaves; aunque en tiempo de paz solo se operan 7 helicópteros ASW SH-60 y 2 helicópteros SAR MH-101.

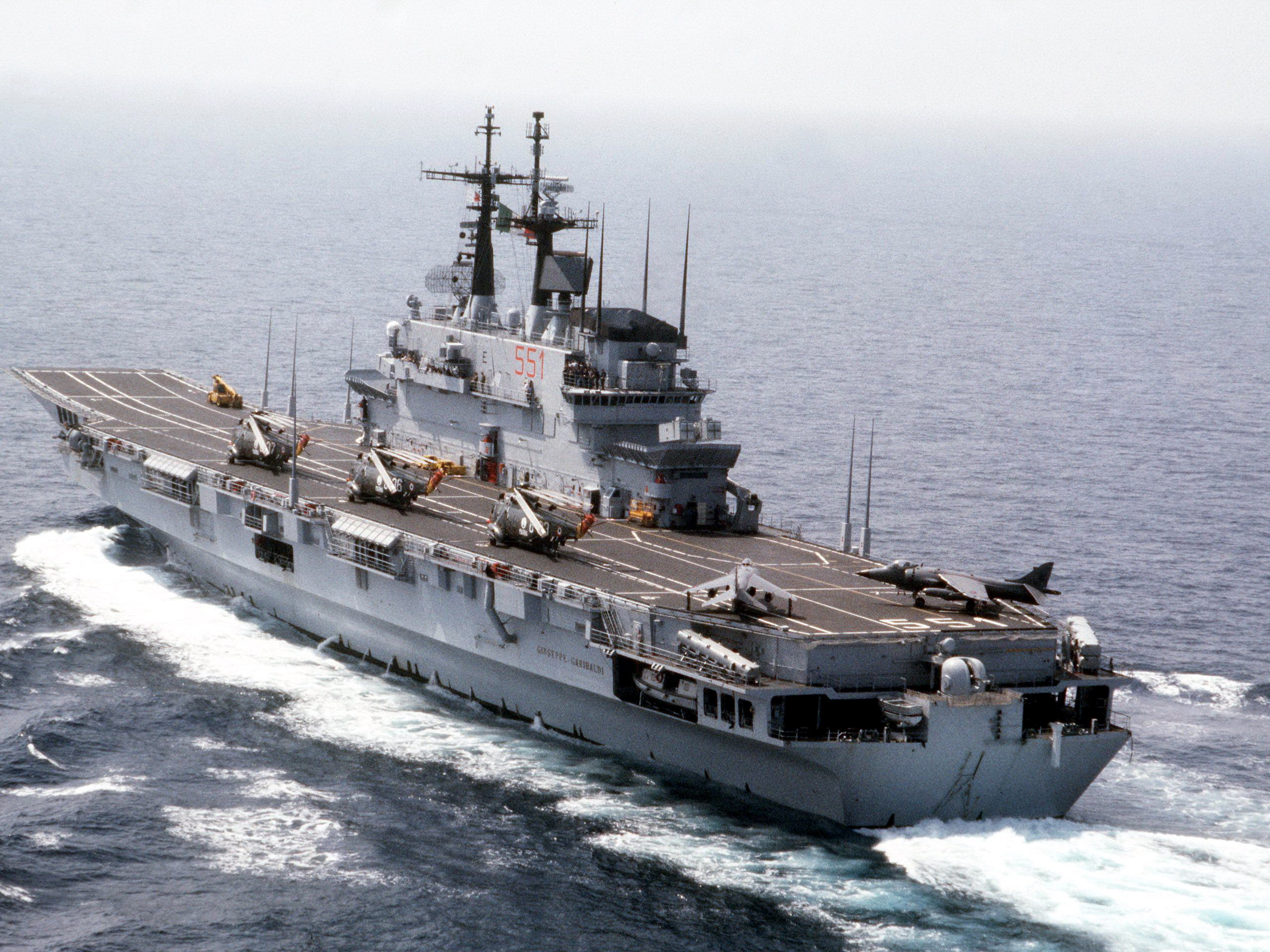
El Giuseppe Garibaldi (C 551).

Por su parte Italia incorporó el Giuseppe Garibaldi en 1985, especializado en lucha antisubmarina. Las imposiciones derivadas de los tratados de paz de la Segunda Guerra Mundial le obligaron durante años a ser un portahelicópteros.
Los portahelicópteros cuya misión principal es antisubmarina suelen denominarse DDH (Destroyer with an assigned Helicopter), aunque es bastante confusa. Con la asignación de AV-8B o de F-35B estos buques pueden convertirse fácilmente en portaviones ligeros.

### Anfibios
Los Marines en Corea emplearon helicópteros desde 1951. Era solo cuestión de tiempo que se plantearan su empleo en las operaciones anfibias que debían llevar a cabo.
En 1955 el antiguo portaviones de escolta USS Thetis Bay (CVE-90) fue reconvertido en el primer portahelicópteros de la US Navy. Su nueva designación fue CVHA-1 (cambiada años después a LPH-6). Su nueva misión era transportar helicópteros para las operaciones de asalto de los Marines. La US Navy decidió encargar la Clase Iwo Jima, los primeros buques construidos como portahelicópteros. Hasta su recepción se convirtieron tres portaviones clase Essex en LPH, tras descartar los portaviones de escolta por su vejez e inadecuado tamaño. El USS Boxer (LPH-4), USS Valley Forge (LPH-8) y USS Princeton (LPH-5) sirvieron para que los marines tuvieran sus portahelicópteros.

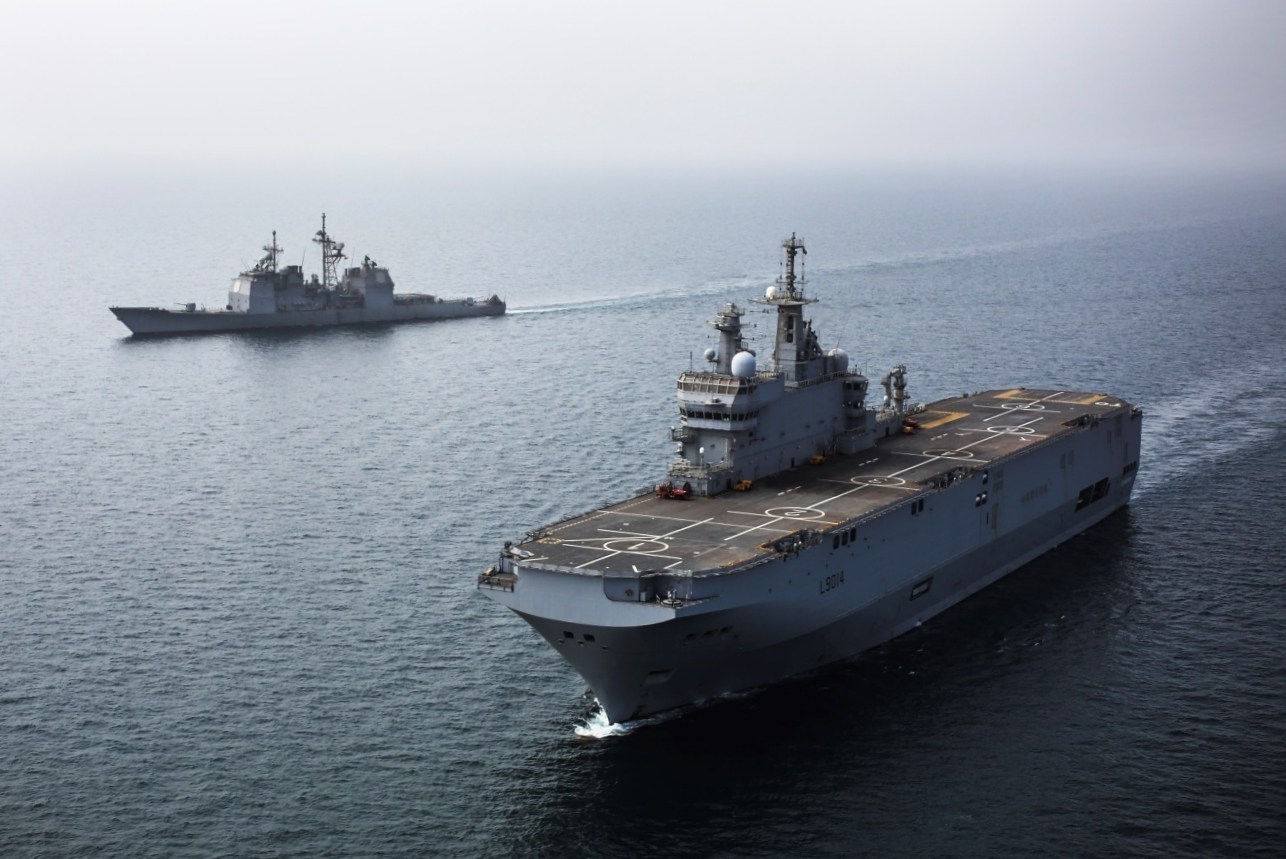
El portahelicópteros Tonnerre (L9014), LHD de la Armada francesa.

La Marina Real Británica también convirtió portaaviones ligeros en portahelicópteros. El primero fue el HMS Ocean (R68) de la clase Colossus, al que siguió el HSM Theseus. Fue una conversión rápida para que pudieran operar helicópteros  Westland Whirlwind y Bristol Sycamore. En Suez en 1956 los Royal Marines los emplearon para lanzar el primer asalto vertical anfibio en combate real. Posteriormente los HMS Bulwark y HMS Albion fueron convertidos en portahelicópteros anfibios. Serían denominados Commando Carrier y verían bastante acción, tanto ayudando a evacuar las bases británicas (Singapur, Malta, etc) como en conflictos armados (Borneo, Adén, Kuwait). El último portahelicópteros de asalto anfibio de la Royal Navy fue el HMS Ocean (L-12), retirado y vendido a la Marina de Guerra de Brasil. La misión principal del HMS Ocean fue el desembarco de una fuerza de asalto mediante helicópteros y lanchas de desembarco, operando conjuntamente con los LPD de la Royal Navy.
Corea del Sur incorporó dos buques de la clase Dokdo, de 14.000 toneladas y catalogada como Portahelicópteros anfibio (LPH). Su hangar puede albergar hasta 10 helicópteros y pueden operar un escuadrón de 16 helicópteros. Ahora se ha encargado un nuevo diseño de LPD de 30.000 toneladas, casi el doble de los actuales LPH Dokdo y Marado, y comparable a la clase Izumo.
China ha incorporado su primer barco de asalto anfibio con cubierta de aterrizaje para helicópteros Tipo 075. Se trata de un LHD de 40.000 toneladas que se cree puede embarcar aproximadamente 30 helicópteros. El Tipo 075 tiene un dique trasero y podrá transportar varias embarcaciones de desembarco anfibias. Se espera que sean construidos al menos tres buques de esta clase.

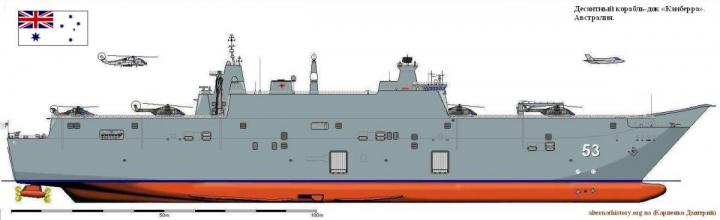
Perfil de los LHD Clase Canberra.

Francia incorporó tres buques LHD de clase Mistral, vendiendo dos más a Egipto. Rusia estuvo a punto de comprar dos LHD y sigue interesada. España incorporó un único buque LHD, el Juan Carlos I, cuyo diseño ha derivado en dos buques de la clase Canberra australiana y el buque turco Anadolu.
Actualmente los portahelicópteros cuya misión principal es anfibia suelen denominarse LPH (landing Platform Helicopter) o LHD (Landing Helicopter Dock). También existen los LHA (Landing Helicopter Assault), aunque parece que la US navy ha abandonado este concepto.

### Actualmente en uso

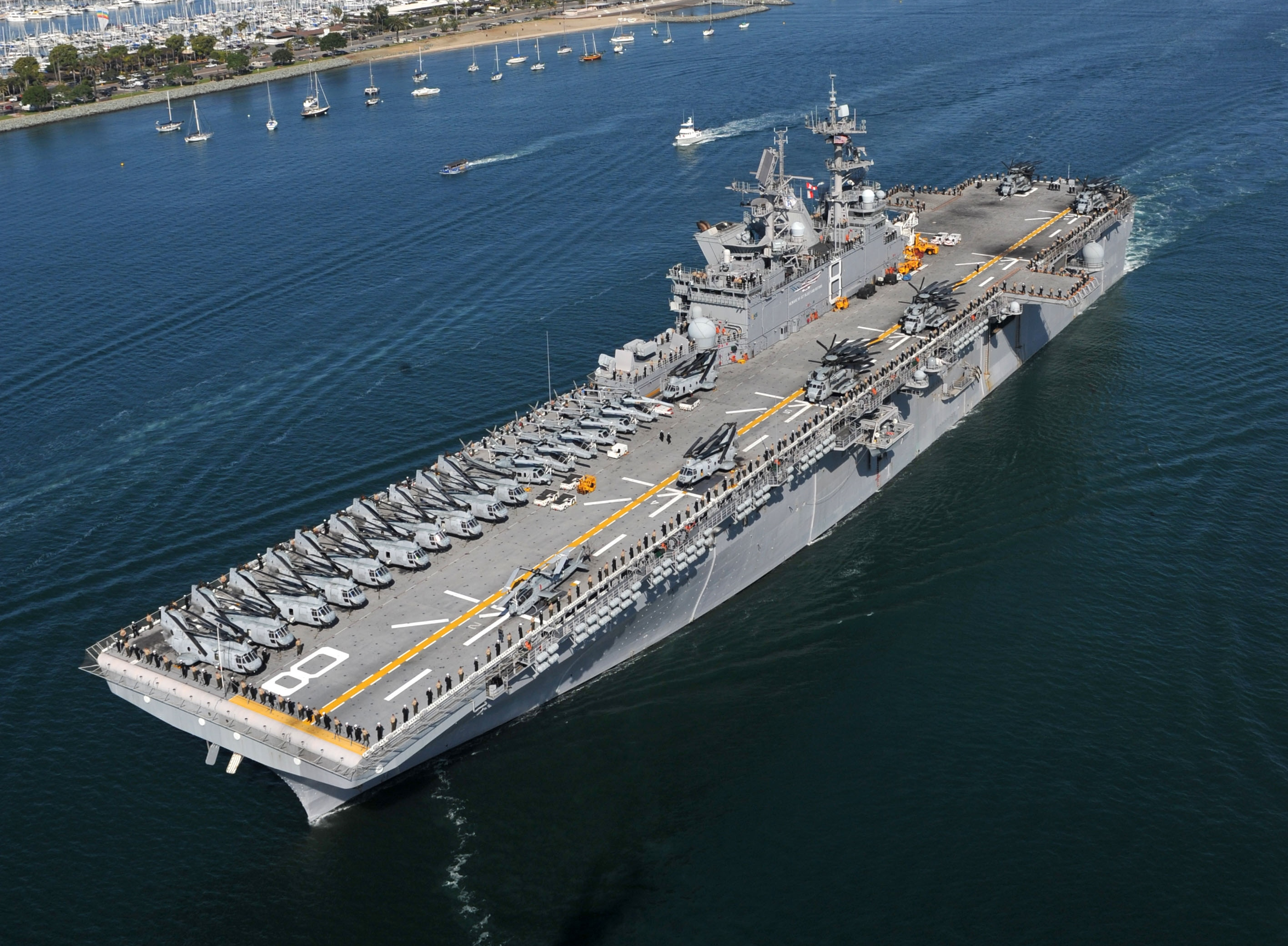
Buque de asalto anfibio clase Wasp USS Makin Island (LHD-8), de la Armada de Estados Unidos.

- PHM Atlântico (A140) portahelicópteros de la Marina de Brasil
- RFA Argus (A135)
- Clase Wasp de portaaeronaves estadounidenses.
  - USS Wasp (LHD-1)
  - USS Essex (LHD-2)
  - USS Kearsarge (LHD-3)
  - USS Boxer (LHD-4)
  - USS Bataan (LHD-5)
  - USS Bonhomme Richard (LHD-6)
  - USS Iwo Jima (LHD-7)
  - USS Makin Island (LHD-8)
- Clase America de portaaeronaves estadounidenses.
  - USS America (LHA-6)

- Clase Mistral de portahelicópteros franceses y egipcios.
  -  Mistral (L9013)
  -  Tonnerre (L9014)
  -  Dixmude (L9015)
  -  Gamal Abdel Nasser (L1010)
  -  Anwar El Sadat (L1020)
- Clase Juan Carlos I de portahelicópteros españoles.
  - Juan Carlos I (L-61)
- Clase Canberra de portahelicópteros australianos.
  - HMAS Canberra (L02)
  - HMAS Adelaide (L01)
- Clase Hyūga de destructores portahelicópteros japoneses.
  - JDS Hyūga (DDH-181)
  - JDS Ise (DDH-182)
- Clase Izumo de destructores portahelicópteros japoneses.
  - JDS Izumo (DDH-183)
  - JDS Kaga (DDH-184)
- Clase Dokdo portahelicópteros de la armada de Corea del Sur.
  - ROKS Dokdo (LPH-6111)

### Retirados
- USS Iwo Jima (LPH-2) (Armada de los Estados Unidos) - líder de la clase Iwo Jima, junto a los otros buques de su clase (6 desguazados o hundidos en pruebas de armamento, y uno utilizado como buque de pruebas de lanzamiento de misiles).
- USS Tarawa (LHA-1) (Armada de los Estados Unidos) - líder de la clase Tarawa, junto a los otros buques de su clase (3 en reserva, uno desguazado, uno hundido en pruebas de armamento)
- HMS Bulwark (R08), HMS Albion (R07), (Royal Navy) - portahelicópteros en servicio entre las décadas de 1960s a 1980
- Clase Moskva (Armada Soviética)
- Vittorio Veneto (C550) (Italia Marina Militare)
- Jeanne d'Arc (R 97) (Marina de Francia, dado de baja en 2010)
- USCGC Cobb (WPG-181) (Guardacostas de los Estados Unidos, baja en in 1946) - Primer portahelicópteros.
- HMS Invincible (R05)

HMS Illustrious (R06) HMS Ark Royal (R07) (Royal Navy) Portaaviones ligeros de clase Invincible. El Illustrious operó como portahelicópteros cuando el HMS Ocean fue modernizado.

### En construcción
- Clase Dokdo
  - ROKS Marado (LPH-6112) puesto en grada el 14 de mayo de 2018, se espera entre en servicio en 2020.

- Clase Trieste
  - MM Trieste (L9890).

- Clase Anatolu
  - TCG Anatolu (L-408).